# António Marto
António Augusto dos Santos Marto, född 5 maj 1947 i Tronco, Chaves, är en portugisisk kardinal och biskop. Han var biskop av Leiria-Fátima 2006-2022. 

## Biografi
António Marto prästvigdes den 7 november 1971. År 1978 blev han doktor i teologi vid Påvliga universitetet Gregoriana; hans doktorsavhandling bär titeln Esperança cristã e futuro do homem. Doutrina escatológica do Concílio Vaticano II.
I november 2000 utnämndes Marto till titulärbiskop av Bladia och hjälpbiskop av Braga och biskopsvigdes den 11 februari året därpå. År 2004 blev han biskop av Viseu och sedan 2006 är han biskop av Leiria-Fátima.
Den 28 juni 2018 upphöjde påve Franciskus Marto till kardinalpräst med Santa Maria sopra Minerva som titelkyrka.

## Bilder

Kardinal Martos titelkyrka
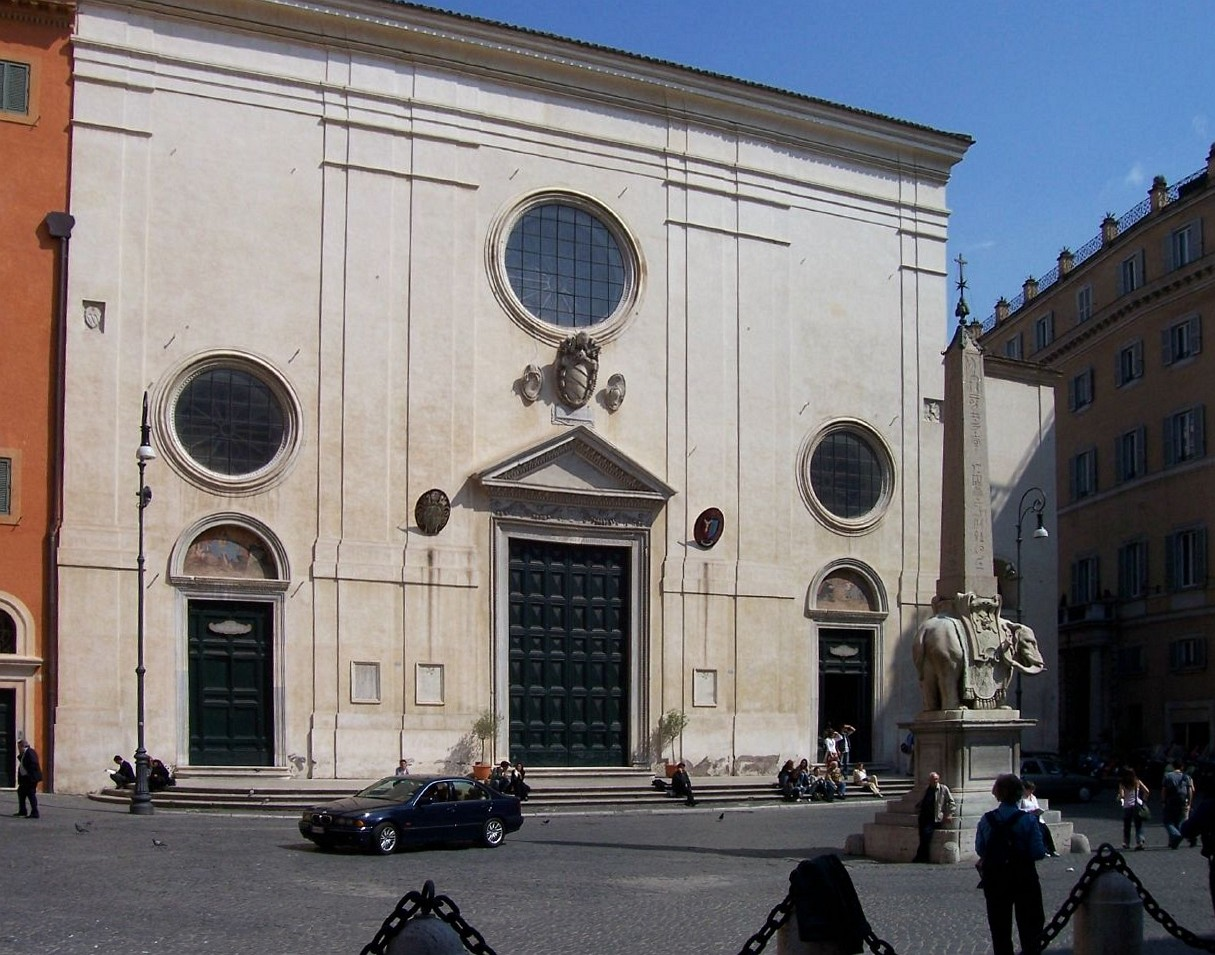
Santa Maria sopra Minerva.